# Обер-бургомистр Восточного Берлина

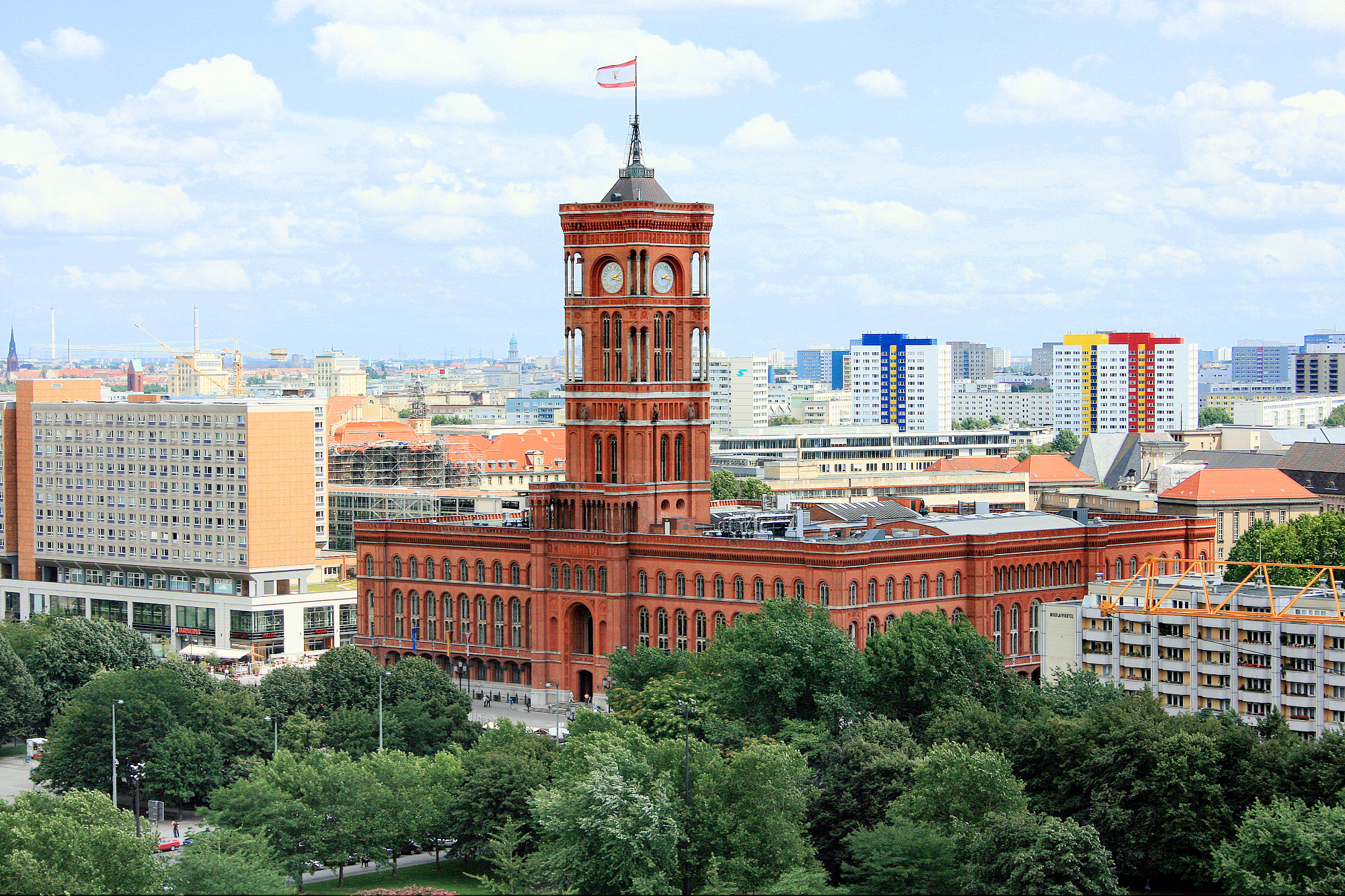
Красная ратуша — Магистрат Большого Берлина в 1948-1991 годах.

Флаг Восточного Берлина

Обер-бургомистр Восточного Берлина (нем. Oberbürgermeister von Ost-Berlin) —  глава исполнительной власти в Восточном Берлине. Правящий бургомистр возглавлял правительство Восточного Берлина — Магистрат Большого Берлина. Должность была восстановлена в 1948 году. До образования ГДР в октябре 1949 года Обер-бургомистр подчинялся советской оккупационной администрации, а после - правительству ГДР. Главой исполнительной власти в Западном секторе города являлся Правящий бургомистр Берлина. 
До 1948 года в городе был один глава: Обер-бургомистр Большого Берлина. Первоначально Обер-бургомистром Большого Берлина должен был стать Эрнст Рейтер, который одержал победу на выборах. Но советские оккупационные власти не признали за ним эту должность, поэтому он занял должность Обер-бургомистра только в Западном секторе города. Вместо него на вновь образованную должность Обер-бургомистра Восточного Берлина занял коммунист Фридрих Эберт. Таким образом в Берлине с 1948 года было два главы города: Большого Берлина и Восточного. С 1951 года должность Обер-бургомистр Большого Берлина была переименована в Правящего бургомистра Берлина. В конце января 1991 года, в связи с объединением двух Германий в единое государство, а также объединения Берлина в столицу единой ФРГ, должность Обер-бургомистра Восточного Берлина была упразднена. Главой города вновь стал Правящий бургомистр Берлина. 

### Список Обер-бургомистров Восточного Берлина
- Фридрих Эберт (СЕПГ) (30 ноября 1948 - 5 июля 1967)
- Герберт Фехнер (СЕПГ) (5 июля 1967 - 11 февраля 1974)
- Эрхард Крак (СЕПГ) (11 февраля 1974 - 15 февраля 1990)
- Ингрид Панкрац (Исполняющий обязанности) (ПДС) (15 февраля 1990 - 23 февраля 1990)
- Кристиан Хартенхауер (ПДС) (23 февраля 1990 - 30 мая 1990)
- Тино Швирцина (СПД) (30 мая 1990 - 11 января 1991)
- Томас Крюгер (Исполняющий обязанности) (СПД) (11 января 1991 - 21 января 1991)